# Worth megye (Georgia)
Worth megye az Amerikai Egyesült Államokban, azon belül Georgia államban található. Megyeszékhelye és legnagyobb városa Sylvester. Lakosainak száma 20 784 fő (2020. április 1.). Worth megye Crisp, Turner, Tift, Colquitt, Mitchell, Dougherty és Lee megyékkel határos.

## Népesség
A megye népességének változása:
| Lakosok száma | 21 633 | 21 874 | 21 751 | 21 291 | 20 699 | 20 784 |
|               | 2010   | 2011   | 2012   | 2013   | 2015   | 2020   |